# ويسلي ويلكينز
ويسلي ويلكينز (بالإنجليزية: Wesley Wilkins)‏ هو لاعب اتحاد الرغبي جنوب أفريقي، ولد في 15 يوليو 1985 في إيست لندن في جنوب أفريقيا.

## وصلات خارجية
- ويسلي ويلكينز على موقع ItsRugby.co.uk (الإنجليزية)